# Південний Алханай
Південний Алхана́й (рос. Южный Алханай) — село у складі Дульдургинського району Забайкальського краю, Росія. Входить до складу Алханайського сільського поселення.

## Історія
Село було утворено 2014 року шляхом виділення зі складу села Алханай.